# Melody Anderson
Melody Anderson (Edmonton, 3 de diciembre de 1955) es una asistente social y conferenciante especializada en el impacto de la adicción en las familias canadoestadounidense. Es también conocida como actriz, con su papel más prominente siendo el de Dale Arden en la adaptación de 1980 de Flash Gordon. Además del canto, también se formó como actriz, lo cual la lleva a los papeles en cine y televisión durante los años setenta y ochenta.

## Carrera

### Actuación
Su primera exposición nacional fue como estrella invitada en la serie de 1977 de Logan's Run y como "Sweathog" en un episodio de Welcome Back, Kotter. Ella hizo numerosas apariciones en televisión, incluyendo Archie Bunker's Place, Battlestar Galactica, Dallas, T. J. Hooker, el episodio piloto de The A-Team, y The Fall Guy. Ha recurrido a papeles en St. Elsewhere y Jake and the Fatman. Ella era la protagonista femenina de la serie de la de NBC de 1983, Manimal, y apareció en All My Children, en la década de 1990.
En 1983, Anderson también interpretó el papel principal en una película hecha para la televisión llamada Police Woman Centerfold, en la que su personaje, una policía divorciada, es despedida después de posar desnuda para una revista para hombres (basado libremente en la historia real de la mujer policía de Springfield, Ohio, Barbara Schantz, quien posteriormente fue despedida de su trabajo después de posar desnuda en la revista Playboy en la década de 1980). También protagonizó en 1986 la película para la televisión, Beverly Hills Madam, con Faye Dunaway. También interpretó a Edie Adams en la película de televisión Ernie Kovacs: Between the Laughter, junto a Jeff Goldblum como Ernie Kovacs e interpretó el codiciado papel de Marilyn Monroe en 1993 MOW Marilyn & Bobby: Her Final Affair. Su última aparición en televisión fue en 1995 como estrella invitada en el renacimiento de breve duración de CBS, Burke's Law. Además de interpretar a Dale Arden en el culto a los clásicos Flash Gordon y como protagonista femenina de Dead And Buried, ella también apareció junto a Nicolas Cage en The Boy In Blue.
Anderson ha hecho apariciones en convenciones del género, tales como la Big Apple Convention de octubre de 2009 en Manhattan.

### Trabajo social
Anderson es una conferencista internacional y portavoz de los medios de comunicación sobre las adicciones y la familia, y ha presentado sobre el abuso de sustancias y otros temas relacionados con las áreas de estudio de la salud mental.

## Filmografía

### Películas
| Año  | Título                            | Personaje        | Observaciones                                      |
| ---- | --------------------------------- | ---------------- | -------------------------------------------------- |
| 1980 | Flash Gordon                      | Dale Arden       |                                                    |
| 1981 | Dead & Buried                     | Janet Gillis     | aka Dead and Buried (UK)                           |
| 1986 | The Boy in Blue                   | Dulcie           | aka La race des champions (Canadá: Título francés) |
| 1986 | Firewalker                        | Patricia Goodwin |                                                    |
| 1989 | Speed Zone                        | Lea Roberts      | aka Cannonball Fever (Australia)                   |
| 1991 | Under Surveillance                |                  |                                                    |
| 1992 | Landslide                         | Clair Trinavant  |                                                    |
| 1993 | Marilyn & Bobby: Her Final Affair | Marilyn Monroe   |                                                    |

### Series
| Año       | Título          | Personaje                      | Observaciones |
| --------- | --------------- | ------------------------------ | ------------- |
| 1983      | Manimal         | Brooke Mackenzie               | 8 episodios   |
| 1991-1992 | Jake y el Gordo | Neely Capshaw                  | 6 episodios   |
| 1992-1993 | All My Children | Natalie Marlowe / Janet Dillon | 61 episodios  |